# Новомануйловка
Новомануйловка (укр. Новомануйлівка) — село в Петровской поселковой общине Александрийского района Кировоградской области Украины.
До 2020 года входило в Петровский район
Население по переписи 2001 года составляло 79 человек. Почтовый индекс — 28300. Телефонный код — 5237. Код КОАТУУ — 3524955101.